# Ruta Estatal de Alabama 33
La Ruta Estatal de Alabama 33, y abreviada SR 33 (en inglés: Alabama State Route 33) es una carretera estatal estadounidense ubicada en el estado de Alabama. La carretera inicia en el Sur desde la US 278     en Double Springs en sentido Norte hasta finalizar en la US 72     en Courtland. La carretera tiene una longitud de 81,4 km (50.6 mi).

## Mantenimiento
Al igual que las autopistas interestatales, y las rutas federales y el resto de carreteras estatales, la Ruta Estatal de Alabama 33 es administrada y mantenida por el Departamento de Transporte de Alabama por sus siglas en inglés ALDOT.

## Cruces
La Ruta Estatal de Alabama 33 es atravesada principalmente por los siguientes cruces:
- AL 36  en Wren
- AL 34     en Moulton
- AL 157     en Moulton